# اژیدو (ونزوئلا)
اژیدو (به اسپانیایی: Ejido) یک شهر در ونزوئلا است که در Campo Elías واقع شده‌است. اژیدو ۹۹٬۸۳۷ نفر جمعیت دارد و ۱٬۲۰۰ متر بالاتر از سطح دریا واقع شده‌است.